# 1996 en science-fiction
| Années de la science-fiction : 1993 - 1994 - 1995 - 1996 - 1997 - 1998 - 1999    |
| Décennies de la science-fiction : 1960 - 1970 - 1980 - 1990 - 2000 - 2010 - 2020 |

L'année 1996 a été marquée, en matière de science-fiction, par les événements suivants.

## Naissances et décès

### Décès
- 28 janvier : Jerry Siegel, scénariste américain de comics, mort à 81 ans.
- 11 février : Brian C. Daley, écrivain américain, mort à 48 ans.
- 12 février : Bob Shaw, écrivain britannique, mort à 64 ans.
- 21 février : H. L. Gold, écrivain américano-canadien, mort à 82 ans.
- 20 décembre : Carl Sagan, scientifique, astronome et écrivain américain, mort à 62 ans.

## Prix

### Prix Hugo
- Roman : L'Âge de diamant (The Diamond Age) par Neal Stephenson
- Roman court : La Mort du capitaine Futur (The Death of Captain Future) par Allen Steele
- Nouvelle longue : À l'image des dinosaures (Think Like a Dinosaur) par James Patrick Kelly
- Nouvelle courte : The Lincoln Train par Maureen F. McHugh
- Livre non-fictif : Science Fiction : The Illustrated Encyclopedia par John Clute
- Film ou série : La Venue des ombres (Babylon 5)
- Éditeur professionnel : Gardner Dozois
- Artiste professionnel : Bob Eggleton
- Œuvre d'art originale : Dinotopia : The World Beneath par James Gurney
- Magazine semi-professionnel : Locus, dirigé par Charles N. Brown
- Magazine amateur : Ansible (Dave Langford, éd.)
- Écrivain amateur : Dave Langford
- Artiste amateur : William Rotsler
- Prix Campbell : David Feintuch

### Prix Nebula
- Roman : Slow River par Nicola Griffith
- Roman court : Da Vinci Rising par Jack Dann
- Nouvelle longue : L'Autre Bord (Lifeboat on a Burning Sea) par Bruce Holland Rogers
- Nouvelle courte : A Birthday par Esther M. Friesner
- Prix du service pour la SFWA : Sheila Finch
- Auteur émérite : Judith Merril
- Grand maître : A. E. van Vogt

### Prix Locus
- Roman de science-fiction : L'Âge de diamant (The Diamond Age) par Neal Stephenson
- Roman de fantasy : Le Compagnon (Alvin Journeyman) par Orson Scott Card
- Roman de dark fantasy ou d'horreur : Date d'expiration (Expiration Date) par Tim Powers
- Premier roman : The Bohr Maker par Linda Nagata
- Roman court : Remake (Remake) par Connie Willis
- Nouvelle longue : Quand meurent les vieux dieux (When the Old Gods Die) par Mike Resnick
- Nouvelle courte : The Lincoln Train par Maureen F. McHugh
- Recueil de nouvelles : Quatre chemins de pardon (Four Ways to Forgiveness) par Ursula K. Le Guin
- Anthologie : The Year's Best Science Fiction: Twelfth Annual Collection par Gardner Dozois, éd.
- Livre non-fictif : Science Fiction: The Illustrated Encyclopedia par John Clute
- Livre d'art : Spectrum 2: The Best in Contemporary Fantastic Art par Cathy Fenner et Arnie Fenner, éds.
- Éditeur : Gardner Dozois
- Magazine : Asimov's Science Fiction
- Maison d'édition : Tor Books / St. Martin's
- Artiste : Michael Whelan

### Prix British Science Fiction
- Roman : Excession (Excession) par Iain M. Banks
- Fiction courte : A Crab Must Try par Barrington J. Bayley

### Prix Arthur-C.-Clarke
- Lauréat : Féerie (Fairyland) par Paul J. McAuley

### Prix Sidewise
- Format long : Voyage (Voyage) par Stephen Baxter
- Format court : Les Diables étrangers (Foreign Devils) par Walter Jon Williams

### Prix E. E. Smith Memorial
- Lauréat : Joe Haldeman et Gay Haldeman

### Prix Theodore-Sturgeon
- Lauréat : Jigoku no Mokoshiroku par John G. McDaid

### Prix Lambda Literary
- Fiction spéculative : Shadow Man par Melissa Scott et Slow River par Nicola Griffith (ex æquo)

### Prix Seiun
- Roman japonais : Hikishio no yoki par Taku Mayumura

### Grand prix de l'Imaginaire
- Roman francophone : Les Racines du mal par Maurice G. Dantec
- Nouvelle francophone : Quiconque par Georges-Olivier Châteaureynaud

### Prix Kurd-Laßwitz
- Roman germanophone : Die graue Eminenz par Hans Joachim Alpers

## Parutions littéraires

### Romans
- Le Feld-Maréchal von Bonaparte, roman uchronique de Jean Dutourd.
- La Bête hors des âges, roman de la série Bob Morane, d'Henri Vernes.

### Nouvelles
- CHAPO par Jean-Pierre Andrevon.

## Sorties audiovisuelles

### Films
- Independence Day par Roland Emmerich.
- Le Professeur foldingue par Tom Shadyac.
- L'Île du docteur Moreau par John Frankenheimer.
- La Belle Verte par Coline Serreau.
- Los Angeles 2013 par John Carpenter.
- Mars Attacks! par Tim Burton.
- Star Trek : Premier Contact par Jonathan Frakes.
- Tykho Moon par Enki Bilal.

### Téléfilms
- Generation X (téléfilm) par Jack Sholder.
- Le Seigneur du Temps par Geoffrey Sax.
- Within the Rock par Gary J. Tunnicliffe.

### Séries
- Star Trek: Deep Space Nine, saison 5.
- X-Files : Aux frontières du réel, saison 4.